# Günter Glende
Günter Glende (* 9. Januar 1918 in Stolp; † 27. März 2004 in Berlin) war ein Funktionär der SED in der DDR. Er war Leiter der Abteilung Verwaltung der Wirtschaftsbetriebe des ZK der SED.

## Leben
Der Sohn eines Arbeiters absolvierte nach dem Besuch der Volksschule eine Berufsausbildung zum Elektroinstallateur und Landmaschinenschlosser und wurde 1938 zum Reichsarbeitsdienst (RAD) eingezogen. Nach einem einjährigen Studium an den Höheren Flugtechnischen Schulen in Berlin und Jüterbog von 1940 bis 1941 leistete er zwischen 1941 und 1945 seinen Militärdienst in der Wehrmacht.
1945 wurde er nach der Bodenreform in der Sowjetischen Besatzungszone Neubauer auf Gut Moltow im Kreis Wismar und Mitglied der KPD. 1946 wurde er durch die Zwangsvereinigung von SPD und KPD Mitglied der SED. Anschließend war er von 1946 bis 1948 Landmaschinenschlosser auf Gut Moltow sowie Bürgermeister der Gemeinde sowie zugleich bis 1949 Maschinenbeauftragter der Vereinigung der gegenseitigen Bauernhilfe (VdgB) im Kreis Wismar. Danach wurde er Technischer Leiter der Maschinen-Ausleih-Station (MAS) und später der Maschinen-Traktoren-Station (MTS) in Dorf Mecklenburg, ehe er zwischen 1951 und 1952 Technischer Leiter sowie Fachlehrer an der MAS-Landesschule von Mecklenburg in Güstrow war.
Nach einem Lehrgang an der Deutschen Akademie für Staats- und Rechtswissenschaft „Walter Ulbricht“ in Potsdam wurde er 1953 Sekretär beim Rat des Kreises Güstrow sowie anschließend von 1953 bis 1958 Instrukteur in der Abteilung Maschinenbau und Metallurgie des Zentralkomitee der SED (ZK der SED). 1958 wechselte er in die ZK-Abteilung Verwaltung der Wirtschaftsbetriebe und war zuerst Sektorenleiter sowie Leiter des Fahrdienstes und dann von 1961 bis 1964 stellvertretender Leiter der Abteilung. Daneben wurde er 1960 erst Mitglied und dann von 1962 bis 1989 Vorsitzender der Revisionskommission der SED-Parteiorganisation beim ZK der SED. 1964 wurde er schließlich als Nachfolger von Walter Heibich selbst Leiter der Abteilung Verwaltung der Wirtschaftsbetriebe des ZK der SED und behielt diese Funktion bis zum Ende der SED 1989. In dieser Funktion hatte er neben den ZK-Abteilungsleitern Heinz Wildenhain, Günter Ehrensperger und Julius Cebulla sowie dem Leiter des geheimen Bereichs für Kommerzielle Koordinierung im Ministerium für Außenhandel Alexander Schalck-Golodkowski maßgeblichen Einfluss auf die Finanzierung und das Vermögen der SED.
Glende heiratete 1973 Gisela Trautzsch, die langjährige Büroleiterin des Politbüros des ZK der SED.

## Auszeichnungen
- 1964 Vaterländischer Verdienstorden in Bronze, 1968 in Silber und 1978 sowie 1988 in Gold
- 1969, 1977 und 1981 Orden Banner der Arbeit Stufe I
- 1983 Ehrenspange zum Vaterländischen Verdienstorden in Gold